# Iorwerth Eiddon Stephen Edwards
Iorwerth Eiddon Stephen Edwards CBE (* 21. Juli 1909 in London; † 24. September 1996 ebenda) war ein britischer Ägyptologe.

## Leben
Iorwerth Eiddon Stephen Edwards studierte ab 1928 orientalische Sprachen am Gonville and Caius College der University of Cambridge (BA 1931, MA 1935). 1933 wurde er Assistent Keeper in der Abteilung der ägyptischen und assyrischen Altertümer des British Museum in London, von 1955 bis zu seinem Ruhestand 1974 war er Keeper (Leiter) der nun eigenständigen Ägyptischen Abteilung des Museums. 
Seit 1942 war er Mitglied (Fellow) der Society of Antiquaries of London, seit 1962 Mitglied (Fellow) der British Academy.

## Publikationen (Auswahl)
- The Pyramids of Egypt (= Pelican Books. Band 168). Penguin, West Drayton u. a. 1947 (Revised edition. Parrish, London u. a. 1961; Reprinted with minor revisions: Pelican Books, Harmondsworth 1976, ISBN 0-14-020168-8; Revised edition. Viking, Harmondsworth u. a. 1985, ISBN 0-670-80153-4; deutsche Ausgabe: Die ägyptischen Pyramiden. Harrassowitz, Wiesbaden 1967).
- Tutankhamun. His tomb and its treasures. Metropolitan Museum of Art, New York (NY) 1976, ISBN 0-394-41170-6
  - deutsche Ausgabe: Tutanchamun. Das Grab und seine Schätze. Lübbe, Bergisch Gladbach 1978, ISBN 3-7857-0211-6 (Ausstellungskatalog).
- From the pyramids to Tutankhamun. Memoirs of an Egyptologist. Oxbow, Oxford 2000, ISBN 1-8421-7008-2.